# Mairé
Mairé är en kommun i departementet Vienne i regionen Nouvelle-Aquitaine i västra Frankrike. Kommunen ligger i kantonen Pleumartin som tillhör arrondissementet Châtellerault. År 2022 hade Mairé 174 invånare.

## Befolkningsutveckling
Antalet invånare i kommunen Mairé
| Referens: INSEE |